# La loupe de grand-maman
La loupe de grand-maman è un cortometraggio del 1901 diretto da Ferdinand Zecca.
Da non confondere con Grandma's Reading Glass del 1900 diretto da George Albert Smith.

## Conosciuto anche come
- Francia (titolo alternativo): La loupe de grand-mère